# Лорън Бекол
Лорън Бекол (на английски: Lauren Bacall), родена като Бети Джоуън Пърски (на английски: Betty Joan Perske) (16 септември 1924 г. – 12 август 2014 г.) е американска актриса и модел, известна със своя характерен глас.  През 1999 г. Американският филмов институт включва Бекол под Номер-20 в класацията на най-големите жени звезди на класическото холивудско кино.

## Биография
Освен че се снима в киното, тя участва и в постановки на Бродуей, което ѝ носи награда Тони. Сред най-популярните ѝ филми са „Големият сън“ (1946), „Кий Ларго“ (1948) и „Как да се омъжиш за милионер“ (1953).
През 1996 г. получава Златен глобус и номинация за Оскар за най-добра поддържаща актриса за филма „Огледало с две лица“.
На 21 май 1945 г. тя сключва брак с Хъмфри Богарт, който е 25 години по-възрастен от нея, и остава женена за него до смъртта му през 1957 г. След това има кратка романтична връзка с Франк Синатра. Написала е две автобиографични книги, които излизат съответно през 1978 и 1994 г. Има син и дъщеря от Богарт и един син от актьора Джейсън Робардс.
Един месец преди да навърши 90, Бекол умира в Ню Йорк от инсулт.

## Избрана филмография
| Година | Филм                  | Оригинално заглавие | Роля          | Режисьор         |
| ------ | --------------------- | ------------------- | ------------- | ---------------- |
| 1959   | Северозападна граница | North West Frontier | Катрин Уайт   | Джей Лий Томпсън |
| 1976   | Стрелецът             | The Shootist        | Бонд Роджърс  | Дон Сийгъл       |
| 1990   | Мизъри                | Misery              | Марша Синдел  | Роб Райнър       |
| 2003   | Догвил                | Dogville            | Мама Джинджър | Ларс фон Триер   |

### на английски
- By Myself (1978)
- Now (1994)
- By Myself and Then Some (2005)

- Levy, Shawn (1999). Rat Pack Confidential: Frank, Dean, Sammy, Peter, Joey and the Last Great Show Biz Party. Crown, 368 pages. ISBN 978-0-3854-9576-9
- Quirk, Laurence J. (2000). Lauren Bacall: Her Films and Career. Citadel Press, 192 pages. ISBN 978-0-8065-1193-1